# Kollár Béla (színművész)
Kollár Béla (Tatatóváros, 1914. január 3. – Budapest, 1985. november 4.) magyar színész.

## Életpályája
Pályája elején vidéki színházaknál játszott, de pályafutását megszakította a II. világháború.
1942 márciusában hívták be katonának, részt vett a Magyar 2. hadsereg Don-kanyarban folytatott harcaiban, és jelen volt a front összeomlásánál is. Ottani emlékeiről beszámolt Sára Sándor Krónika – A 2. magyar hadsereg a Donnál című dokumentumfilm-sorozatának több epizódjában.
Leszerelése után elvégezte a Színművészeti Akadémiát, majd 1945-től fővárosi színházakban játszott.
1950-től haláláig, - több mint 30 évig - a Thália Színház társulatának a tagja volt. Emellett számos játékfilmben, tévéjátékban és rádióműsorban is szerepelt.
Egyike volt a korszak legjobb epizodistáinak.
Közel húsz híres külföldi film szinkronizálásában vett részt.

## Néhány emlékezetes színpadi alakítása
- Illés Endre: Türelmetlen szeretők... Laci
- Gáspár Margit: Égiháború... Reuter tudósító
- Vészi Endre: Árnyékod át nem lépheted... Papst
- Pagogyin: Arisztokraták... Aljosa
- Maurice Maeterlinck: Kék madár... Tiltott boldogság
- Bertolt Brecht: Állítsátok meg Arturo Uit!... Hook
- Örkény István: Tóték... Az elegáns őrnagy
- Fejes Endre: Mocorgó... Detektív
- Graham Greene: A csendes amerikai... Pap
- Petőfi Sándor: Tigris és hiéna... Göndör
- Rolf Hochhuth: Jogászok... Vezénylő tiszt
- Tolsztoj–Piscator: Háború és béke... Szergej Kuzmics őrmester
- Katona József: Bánk bán... Myska bán
- Kazimir Károly: Szép asszonyok egy gazdag házban... Pincér

## Filmszerepei

### Játékfilm
- 1951: Teljes gőzzel – Nyomozó
- 1952: A képzett beteg
- 1952: Állami áruház – Eladó, aki azt feleli, a feketézőnek, aki 10 méter barna szövetet kér, hogy: "Minek magának annyi? Úgysem hízhat tovább!"
- 1952: Semmelweis – A rendőrfőnök embere
- 1953: A harag napja
- 1954: 2×2 néha 5 – Lengyel légforgalmi irányító
- 1954: Fel a fejjel
- 1955: Egy pikoló világos – Filmrendező
- 1956: A császár parancsára
- 1957: Csendes otthon – Az egyik fuvaros
- 1957: Csigalépcső
- 1958: A szökevény
- 1958: Sóbálvány
- 1959: Égrenyíló ablak – Karbantartó a gyárban
- 1958: Felfelé a lejtőn – Alkalmazott a Kakukk Bárban, "állomásfőnök úr"
- 1959: Merénylet
- 1959: Szombattól hétfőig
- 1960: Csutak és a szürke ló
- 1960: Három csillag – Karszalagos
- 1961: Felmegyek a miniszterhez
- 1961: Katonazene
- 1961: Két félidő a pokolban
- 1962: Asszony a telepen
- 1962: Az utolsó vacsora
- 1962: Házasságból elégséges
- 1962: Húsz évre egymástól
- 1963: Fotó Háber – Rendőrtiszt IV.
- 1963: Nappali sötétség – Német katona
- 1963: Pacsirta – Párduc IV.
- 1964: A kőszívű ember fiai 1-2.
- 1964: A pénzcsináló – Miniszter
- 1964: Kár a benzinért – Közlekedési rendőr
- 1964: Másfél millió – Tolvaj II.
- 1965: Iszony
- 1966: Egy magyar nábob – Kocsis
- 1966: Változó felhőzet – Nyilas IV.
- 1967: Kártyavár – Hajószemélyzet másik tagja
- 1968: A veréb is madár – Hegyeshalmi határőr
- 1971: Együtt – Alezredes
- 1972: Fuss, hogy utolérjenek! – Orvos
- 1972: Utazás Jakabbal – Férj
- 1973: Hét tonna dollár – Orvos
- 1974: A dunai hajós 1-2.
- 1981: Ha majd mindenünk meglesz…

### Tévéfilmek, televíziós sorozatok
- 1958: Vacsora a Hotel Germániában – Pincér
- 1959: Vihar a Sycamore utcában – Második férfi
- 1961: Mindenki gyanús
- 1963: Honfoglalás 1-2. – Szinner
- 1964: Rab Ráby – A császár titkára
- 1965: Iván Iljics halála
- 1966: Én, Strasznov Ignác, a szélhámos – Szépvölgyi egyik szárnysegédje
- 1966: Veszedelmes labdacsok
- 1968: A sofőr visszatér
- 1968: Az élő Antigoné
- 1969: 7 kérdés a szerelemről (és 3 alkérdés)
- 1969: Egyszerű kis ügy
- 1969: Ráktérítő
- 1970: A hetedik kocsi – Diszpécser
- 1970: Élő Klára
- 1970: Üvegkalitka
- 1971: A tetovált nő
- 1971: Egy óra múlva itt vagyok… – Kolarik testvér (14. részben)
- 1971: Villa a Lidón
- 1972: Állványokon
- 1972: Három affér – Aranyifjú
- 1972: Házasságtörés
- 1972: Különös vadászat – Jártás, erdész
- 1972: Öt férfi komoly szándékkal
- 1973: Alvilági játékok
- 1973: És mégis mozog a föld 1-3.
- 1973: Hasonmás
- 1973: Lauterburg városparancsnoka
- 1974: A 78-as autóbusz útvonala – Kis kitérővel – Utas III.
- 1974: Aranyborjú
- 1974: Asszony a viharban
- 1974: És színész benne minden férfi és nő (dokumentumfilm)
- 1974: Ficzek úr
- 1974: Gúnyos mosoly
- 1974: Nász a hegyen
- 1974: Próbafelvétel
- 1974: Utazás a Holdba – Hunter
- 1975: Forduljon Psmithhez
- 1975: Keresztút – Kemencés
- 1975: Százéves asszony – Postás
- 1976: Állványokon
- 1976: Beszterce ostroma
- 1976: Megtörtént bűnügyek 4-5.
- 1977: A váratlan utazás
- 1977: A szerelem bolondjai
- 1977: Doktor Senki
- 1977: Napforduló[1]
- 1978: A táltosfiú és a világfa – Fejér király
- 1978: A Zebegényiek
- 1978: Ady-novellák – Férfi
- 1978: Holló a hollónak
- 1978: Kalaf és Turandot története – Tartaglia
- 1978: Látástól vakulásig…
- 1978: Mire megvénülünk
- 1979: Az aula
- 1979: Csak egy csap – Boltvezető
- 1979: Drága jótevőnk
- 1979: Egyszál magam
- 1979: Katonák
- 1980: Bánk bán (színházi közvetítés)
- 1981: A száztizenegyes
- 1981: Asszonyok
- 1981: Holnap kupaszerda[2]
- 1981: Megbízható úriember[2]
- 1982: A névtelen vár (5. részben)
- 1982: A tenger
- 1982: Hetedik év
- 1982: Pergőtűz 1-5.
- 1983: Foltyn zeneszerző élete és munkássága
- 1983: Mint oldott kéve (5. részben)
- 1983: Oedipus Kolonosban – Kórustag
- 1983: Szent Kristóf kápolnája
- 1984: Különös házasság

## Szinkronszerepei
| Év   | Cím                                          | Szereplő       | Színész          | Szinkron év |
| ---- | -------------------------------------------- | -------------- | ---------------- | ----------- |
| 1950 | Az ördög szépsége                            | N/A            | N/A              | 1972        |
| 1957 | Tizenkét dühös ember (1. magyar szinkron)    | Hetedik esküdt | Jack Warden      | 1959        |
| 1958 | Különös találkozás (1. magyar szinkron)      | N/A            | N/A              | 1961        |
| 1959 | Diplomácia, óh!                              | Carlton-Browne | Terry-Thomas     | 1960        |
| 1959 | Rózsák az államügyésznek                     | Haase          | Werner Finck     | 1960        |
| 1961 | A szép amerikai                              | N/A            | N/A              | 1962        |
| 1961 | Zárt tárgyalás                               | N/A            | N/A              | 1969        |
| 1962 | A prágai tréfacsináló                        | Hadnagy        | Filip Filipovski | 1963        |
| 1962 | Csodálatos vagy, Júlia                       | N/A            | N/A              | 1963        |
| 1962 | Szerencse a szerelemben                      | Az igazgató    | Noël Roquevert   | 1963        |
| 1963 | Nyaralás Minkával                            | N/A            | N/A              | 1968        |
| 1963 | Rocambole                                    | N/A            | N/A              | 1981        |
| 1964 | A színész (1. magyar szinkron)               | ?              | ?                | 1966        |
| 1966 | San Gennaro kincse                           | ?              | ?                | 1969        |
| 1967 | Szerződés az ördöggel                        | N/A            | N/A              | 1968        |
| 1968 | Heroin                                       | N/A            | N/A              | 1968        |
| 1968 | Z, avagy egy politikai gyilkosság anatómiája | N/A            | N/A              | 1969        |
| 1969 | Grisa őrmester                               | N/A            | N/A              | 1970        |
| 1978 | Esküvő vasárnap                              | N/A            | N/A              | 1981        |